# Metoda badawcza
Metoda badawcza – metoda naukowa stanowiąca sposób zdobywania materiałów do badań, będących podstawą do opracowania teoretycznego, do rozwiązania problemu naukowego, a w końcu – do napisania dzieła naukowego. Metody badań stosowane do rozwiązania określonego problemu nazywane są metodami roboczymi.
Jednym z podstawowych mierników uczciwości i rzetelności w metodzie badawczej jest odtwarzalność, czyli zdolność do uzyskania zbliżonych wyników w badaniach naukowych przeprowadzonych powtórnie, w celu weryfikacji badania pierwotnego.
Metoda badawcza powinna być przystosowana do przedmiotu badań. Jednak ogólne zasady działalności naukowej (metoda naukowa) są uniwersalne – dla wielu przedmiotów badań i dla wielu nauk.
Metody te w różnych naukach znajdują różne zastosowanie – niektóre są stosowane tylko w pewnych dziedzinach, zależnie od ich specyfiki. W szczególności, inne metody stosowane są w badaniach eksploracyjnych i konfirmacyjnych; inne narzędzia stosują też badania jakościowe i ilościowe.
Wyróżnia się między innymi następujące metody i narzędzia badawcze, luźno powiązane z kolejnymi etapami pracy:
- krytyka źródeł, analiza krytyczna, przegląd systematyczny, metaanaliza
- rozwój teorii (modelowanie teoretyczne lub matematyczne; opis struktury zjawiska i właściwych mu związków przyczynowych)
- metoda intuicyjna,
- obserwacja (operacjonalizacja problemu badawczego, pomiar)
- metoda eksperymentalna,
- metody statystyczne (estymacja, wnioskowanie statystyczne)
- metoda monograficzna, metoda indywidualnych przypadków,
- metoda sondażu diagnostycznego (korzystająca np. z ankiet)

## Etapy badania naukowego
Strukturę badania naukowego można opisywać na wiele sposobów. Jedną ze schematycznych propozycji przedstawił Mario Bunge:
1. Ujęcie problemu
  1. Dokonanie przeglądu faktów
  2. Rozpoznanie problemu
  3. Postawienie problemu
2. Zbudowanie modelu teoretycznego
  1. Wybór ważnych czynników
  2. Wysunięcie centralnych hipotez i założeń pomocniczych o wzajemnych zależnościach czynników
  3. W miarę możliwości, wyrażenie modelu w języku logiki lub matematyki
3. Wyprowadzenie szczegółowych hipotez
  1. Wyszukanie konsekwencji teorii, jakie mogą być zweryfikowane
  2. Postawienie prognoz
4. Sprawdzenie hipotez
  1. Zaplanowanie sposobu weryfikacji prognoz
  2. Wykonanie sprawdzenia
  3. Usystematyzowanie danych
  4. Wyprowadzenie wniosków z badań
5. Wprowadzenie do teorii nowych wyników 
  1. Dokonanie porównania wniosków z prognozami
  2. Zmodyfikowanie modelu
  3. Przedstawienie sugestii do dalszej pracy

Etapy te powinny być realizowane w zbliżonej kolejności, ponieważ odstępstwa mogą prowadzić do błędów (szczególnie formułowanie hipotez po poznaniu wyników badania i przedstawianie tego jako potwierdzenie prognozy).